# 牧場物語 礦石鎮的夥伴們
《牧場物語 礦石鎮的伙伴們》是由东星软件製作的遊戲，並由Marvelous Interactive在2003年4月18日發售男孩版（女孩版於2003年12月12日發售），平台為Game Boy Advance，是《牧場物語》系列作品。遊戲本身是前作中秋滿月的移植作品，因此在人物設定方面都有著共通點。不過，由於受GBA的性能所限，整個遊戲是以2D形式進行。
本作是系列首款由Marvelous開發和發行的遊戲，但由於男孩版在Marvelous宣佈2003年3月31日收購勝利互動軟件前遊戲已經開發完成，因此仍保留收購前公司名稱和「Victor」品牌標誌，並成為系列最後一款遊戲。
本作完整重製版《牧場物語 重聚礦石鎮》於2019年10月17日在任天堂Switch平台發售。

## 故事劇情

### 男孩版
男主角小時候因為迷路，結果誤打誤撞下剛好走進礦石鎮的牧場裡，在牧場主人的幫忙下，男主角順利找到父母，並一起在牧場裡遊玩幾天。與牧場主一直通信的男主角長時間沒有收到信便來到牧場拜訪，發現牧場主人已經離世。隨後鎮長來到，提到牧場主人的遺囑中想把牧場轉交給有心人打理，於是男主角接下了牧場工作，而故事也隨之展開。

### 女孩版
女主角對都市生活感到厭倦，但卻在偶然的機會下於報紙上看到牧場的消息，便辭掉的工作前往礦石鎮。但抵達後女主角才發現牧場早已荒蕪，一切美好消息全都是鎮長的謊言，在拿起槌子教訓過鎮長後，女主角仍有了既然都能來乾脆都來了就試試看的想法，於是一肩扛起了牧場工作，而故事也隨之展開。

## 遊戲機制
- 飼養牲畜：遊戲中可飼養狗、雞、牛、羊和馬。牲畜可以生產物品如雞蛋、牛奶、羊毛等，狗則是有防黃鼠狼的功能，馬的話則是在慶典時使用。
- 作物種植：除冬季外皆可透過雜貨店購買的種子來種植當季蔬菜。
- 釣魚：在事件中取得釣杆後，可以在六個釣魚點釣魚。
- 挖礦：在泉邊礦場或湖邊礦場，可以用鋤頭或錘子挖礦，

## 與中秋滿月的差異
- 蜂蜜改為遊戲一開始就能採集。
- 取消中秋滿月只能在睡前用床邊日記存檔的設定，改為可以隨時存讀檔
- 養魚設定只限女孩版獨有。
- 巧克力改成可購買商品。
- 農具升級後的威力比起中秋滿月大幅加強。
- 可以藉由和馬對話以及抱起雞來增加動物親密度，但家畜可飼養數量略微減少。
- 除自宅擴建和新增浴室外，牛小屋和雞舍的興建不必再依照原本中秋滿月要求的順序來蓋。
- 食譜數量大幅增加。
- 大幅強化了原先中秋滿月的挖礦系統，不但可以挖到的礦石種類多過中秋滿月版本外，也大幅增加了地下礦場的層數。
- 取消了中秋滿月的溫室，但新增了增建可以恢復體力的浴室。
- 相對中秋滿月女孩版結婚後會結束，此版本女孩版結婚後遊戲則會繼續進行，且改成男性結婚候補會入贅主角家一起生活，也新增了女主角結婚後懷孕產子的劇情。
- 男性結婚對象新增女神，女性結婚則對象新增霍安、美食家和河童。
- 中秋滿月的夏季入海季和冬季犬季合併，並將游泳比賽改成丟飛盤。
- 釣竿從原先飼養50條魚方可取得的高級釣竿改成需要改用礦石給予升級，在釣魚難度上也比原本中秋滿月的版本更為容易。
- 春之女神季移除，但將原本春季才有的賽馬和料理祭新增成一年內春秋各兩次，並修正了馬在比賽結束隔天才會自動回來出現在牧場的設定。
- 海之家和出貨員薩克的家可以進入，並把原本霍安的擺攤位置從旅館改成薩克的家。
- 刪除了卡農、古雷古和邱這三名原先在中秋滿月登場的NPC。
- 牛祭和羊祭的評選地點由原先的約德爾牧場改成鎮上廣場，並修正了牛羊在評選結束隔天才會自動回來出現在牧場的設定。
- 葡萄園打工事件由七日縮減為一日，且省略玩家原本必須親自操作採收葡萄的設定。
- 戀愛事件劇情全面更新。
- 女孩版比男孩版有著更多的遊戲元素。只要購入鏡子，就可以更換衣服。女孩每天更換衣服，可以增加村民的友好度和愛情度。遊戲期間，會有發生特殊事件。同樣的事件，對男孩和女孩可能會有相反的效果。